# Tijuana Ricks
Tijuana Ricks (Metairie, 19 de setembro de 1978) é uma atriz de televisão americana.
Depois de se formar na Universidade de Washington em St. Louis, onde obteve seu diploma em psicologia e artes cênicas, frequentou a Yale School of Drama e recebeu seu MFA em atuação.
Seus papéis mais proeminentes têm sido partes recorrentes em Law & Order: Special Victims Unit como Dr. Marnie Aiken, OB/GYN, Law and Order como Sgt. Royce, Guiding Light como Enfermeira Maggie e Luke Cage e Punho de Ferro como a repórter Thembi Wallace. Ela teve um pequeno papel no filme The Savages com Philip Seymour Hoffman e Laura Linney e estrelou muitos comerciais de televisão e rádio.
No palco, ela originou o papel de Cora Lee na versão musical de The Women of Brewster Place.